# Hydropyrochlor
Hydropyrochlor ist ein sehr seltenes Mineral aus der Mineralklasse der Oxide und Hydroxide. Es kristallisiert im kubischen Kristallsystem mit der Zusammensetzung (H2O,□)2Nb2(O,OH)6(H2O), ist also ein wasserhaltiges Niobat, wobei H2O sowohl auf der A- als auch auf der Y-Position dominiert.
Hydropyrochlor kommt an seiner Typlokalität in Form von idiomorphen Kristallen von maximal 1 cm Größe vor, die das Oktaeder als tragende Kristallform zeigen.
Die Typlokalität des Hydropyrochlors ist die „Lueshe Mine“ (Koordinaten der Lagerstätte „Lueshe Mine“) im gleichnamigen Cancrinit-Syenit/Karbonatit-Komplex, Provinz Nord-Kivu, Demokratische Republik Kongo (ehemals Zaire).

## Etymologie und Geschichte
Bereits im Jahre 1965 beschrieb Leopold van Wambeke aus der „Lueshe Mine“ im damaligen Zaire einen „weathered pyrochlore“ (verwitterten Pyrochlor). Eine Vorlage des Minerals bei der International Mineralogical Association (IMA) erfolgte nicht. Dieses Mineral wurde in der ersten Definition der Nomenklatur der Pyrochlorgruppe durch Donald David Hogarth und Kollegen im Jahre 1977 in Kalipyrochlor umbenannt, woraufhin Leopold van Wambeke im Jahre 1978 die Erstbeschreibung des Kalipyrochlors veröffentlichte. Der Name Kalipyrochlor wurde aufgrund der Zugehörigkeit zur Pyrochlorgruppe und der Dominanz von Kalium gegenüber allen anderen Kationen gewählt.
Das Typmaterial für Kalipyrochlor wird unter der Katalognummer 136440 in der Sammlung des zur Smithsonian Institution gehörenden National Museum of Natural History, Washington, D.C. aufbewahrt. Die Holotyp-Stufe befindet sich in der Privatsammlung von Leopold van Wambeke.
Im Jahre 2010 wurde seitens der IMA eine neue Nomenklatur für die Minerale der neu definierten Pyrochlor-Obergruppe (Pyrochlor-Supergruppe) vorgelegt. Darin wurde Kalipyrochlor zu Hydropyrochlor (englisch Hydropyrochlore) redefiniert, wobei das von L. van Wambeke definierte Typmaterial des Kalipyrochlor nunmehr als Typmaterial (einschließlich des Holotyps) für Hydropyrochlor gilt. Die Bezeichnung Kalipyrochlor wurde diskreditiert.
In Übereinstimmung mit der Nomenklatur der Pyrochlor-Obergruppe erfolgte die Wahl des neuen Namens Hydropyrochlor aufgrund der chemischen Zusammensetzung des Minerals mit einer durch H2O dominierten A-Position, durch Nb dominierten B-Position sowie durch H2O dominierten Y-Position. Kalium gehört zwar zu den sehr großen einwertigen Kationen (K, Cs, Rb), die auf der Y-Position sitzen, jedoch ist sein Gehalt im Hydropyrochlor sehr viel niedriger als der des H2O. Da H2O sowohl auf der A- als auch auf der Y-Position dominiert, müsste das Mineral eigentlich Hydrohydropyrochlor heißen, jedoch fordert die Nomenklatur der Pyrochlor-Obergruppe die Verwendung nur eines Präfixes, wenn erstes und zweites Präfix identisch sind. Aus diesem Grund wird das Mineral nicht „Hydrohydropyrochlor“, sondern „Hydropyrochlor“ genannt.
Pyrochlor wurde ursprünglich von Nils Otto Tank (1800–1864) bei Stavern in der norwegischen Provinz Vestfold gefunden und 1826 durch Friedrich Wöhler beschrieben. Wöhler benannte das Mineral aufgrund eines Vorschlags von Jöns Jakob Berzelius nach den griechischen Wörtern πῦς [pŷs] und χλωρός [chlorós] für „Feuer“ und „grün“ aufgrund seiner Eigenschaft, nach dem Schmelzen mit Phosphorsalz (Natrium-ammonium-hydrogenphosphat) vor dem Lötrohr zu einem grasgrünen Glas zu erstarren. Im Verlaufe der Jahrzehnte wurde der Terminus Pyrochlor oft unspezifisch und häufig ohne den Hintergrund einer chemischen Analyse verwendet. Das Mineral Pyrochlor wurde im Jahre 2010 diskreditiert.

## Klassifikation
Die aktuelle Klassifikation der International Mineralogical Association (IMA) zählt den Kalipyrochlor (den heutigen Hydropyrochlor) zur Pyrochlor-Obergruppe mit der allgemeinen Formel A2–mB2X6–wY1–n, in der A, B, X und Y unterschiedliche Positionen in der Struktur der Minerale der Pyrochlor-Obergruppe mit A = Na, Ca, Sr, Pb2+, Sn2+, Sb3+, Y, U, □, oder H2O; B = Ta, Nb, Ti, Sb5+ oder W; X = O, OH oder F und Y = OH−, F, O, □, H2O oder sehr große (>> 1,0 Å) einwertige Kationen wie K, Cs oder Rb repräsentieren. Zur Pyrochlor-Obergruppe gehören neben Hydropyrochlor noch Fluorcalciomikrolith, Fluornatromikrolith, Hydrokenomikrolith, Hydroxycalciomikrolith, Hydroxykenomikrolith, Kenoplumbomikrolith, Oxynatromikrolith, Oxystannomikrolith, Oxystibiomikrolith, Cesiokenopyrochlor, Fluorcalciopyrochlor, Fluornatropyrochlor, Hydrokenopyrochlor, Hydroxycalciopyrochlor, Hydroxykenopyrochlor, Hydroxymanganopyrochlor, Hydroxynatropyrochlor, Oxycalciopyrochlor, Fluorcalcioroméit, Hydroxycalcioroméit, Hydroxyferroroméit, Oxycalcioroméit, Oxyplumboroméit, Hydrokenoelsmoreit, Hydroxykenoelsmoreit, Fluornatrocoulsellit und Hydrokenoralstonit. Hydropyrochlor bildet zusammen mit Cesiokenopyrochlor, Fluorcalciopyrochlor, Fluornatropyrochlor, Hydrokenopyrochlor, Hydroxycalciopyrochlor, Hydroxykenopyrochlor, Hydroxymanganopyrochlor, Hydroxynatropyrochlor und Oxycalciopyrochlor innerhalb der Pyrochlor-Obergruppe die Pyrochlorgruppe.
In der mittlerweile veralteten, aber teilweise noch gebräuchlichen 8. Auflage der Mineralsystematik nach Strunz gehörte der 2010 zu Hydropyrochlor redefinierte Kalipyrochlor in die Mineralklasse der „Oxide und Hydroxide“ und dort zur allgemeinen Abteilung der „Oxide mit Verhältnis Metall : Sauerstoff = 2 : 3 (M2O3 und verwandte Verbindungen)“, wo er zusammen mit Bariopyrochlor (diskreditiert 2010, möglicherweise „Zero-valent-dominanter Pyrochlor“), Bismutopyrochlor (diskreditiert 2010, möglicherweise „Oxynatropyrochlor“), Calciobetafit (diskreditiert 2010), Ceriopyrochlor-(Ce) (diskreditiert 2010, möglicherweise „Fluorkenopyrochlor“), Plumbopyrochlor (diskreditiert 2010, möglicherweise „Oxyplumbopyrochlor“ oder „Kenoplumbopyrochlor“), Pyrochlor (diskreditiert 2010, seitdem Gruppen- und Obergruppen-Name; hierzu gehören die möglicherweise neuen Spezies „Oxynatropyrochlor“, „Hydroxycalciopyrochlor“, „Fluorcalciopyrochlor“ und „Fluorkenopyrochlor“), Uranpyrochlor (diskreditiert 2010, möglicherweise „Oxynatropyrochlor“), Strontiopyrochlor (diskreditiert 2010, möglicherweise „Fluorstrontiopyrochlor“ oder „Fluorkenopyrochlor“) und Yttropyrochlor-(Y) (diskreditiert 2010, möglicherweise „Oxyyttropyrochlor-(Y)“) die „Pyrochlor-Gruppe, Pyrochlor-Untergruppe“ mit der System-Nr. IV/C.17 bildete.
Die seit 2001 gültige und von der International Mineralogical Association (IMA) verwendete 9. Auflage der Strunz’schen Mineralsystematik ordnet den Kalipyrochlor (den heutigen Hydropyrochlor) dagegen in die Abteilung der „Oxide mit dem Stoffmengenverhältnis Metall : Sauerstoff = 1 : 2 und vergleichbare“ ein. Diese Abteilung ist allerdings weiter unterteilt nach der relativen Größe der beteiligten Kationen und der Kristallstruktur, so dass das Mineral entsprechend seiner Zusammensetzung und seinem Aufbau in der Unterabteilung „Mit großen (± mittelgroßen) Kationen; Lagen kantenverknüpfter Oktaeder“ zu finden ist, wo es zusammen mit allen Vertretern der Pyrochlor-, Mikrolith-, Betafit-, Roméit- und Elsmoreitgruppen die Pyrochlor-Übergruppe mit der System-Nr. 4.DH.15 bildet. Hydropyrochlor ist dabei zusammen mit Fluorcalciopyrochlor, Fluornatropyrochlor, Fluorkenopyrochlor, Fluorstrontiopyrochlor, Hydroxycalciopyrochlor, Kenoplumbopyrochlor, Oxycalciopyrochlor (ehemals Stibiobetafit), Oxynatropyrochlor, Oxyplumbopyrochlor und Oxyyttropyrochlor-(Y) in der Pyrochlorgruppe zu finden.
Auch die vorwiegend im englischen Sprachraum gebräuchliche Systematik der Minerale nach Dana ordnet den Hydropyrochlor (ehemals Kalipyrochlor) in die Klasse der „Oxide und Hydroxide“, dort allerdings in die Abteilung der „Mehrfachen Oxide mit Nb, Ta und Ti“ ein. Hier ist er zusammen mit Pyrochlor, Bariopyrochlor, Yttropyrochlor-(Y), Ceriopyrochlor-(Ce), Plumbopyrochlor, Uranpyrochlor, Strontiopyrochlor und Bismutopyrochlor (alle seit 2010 diskreditiert, vgl. unter Systematik der Minerale nach Strunz, 8. Auflage) in der „Pyrochlor-Untergruppe; Nb>Ta;(Nb+Ta)>2(Ti)“ mit der System-Nr. 08.02.01 innerhalb der Unterabteilung der „Mehrfache Oxiden mit Nb, Ta und Ti mit der Formel A2(B2O6)(O,OH,F)“ zu finden.

## Chemismus
Eine Mikrosondenanalyse lieferte Werte von 2,12 % K2O; 0,12 % CaO; 1,75 % SrO; 65,69 % Nb2O5; 5,01 % TiO2 sowie 16,05 % H2O (aus der Kristallstrukturanalyse berechnet). Auf der Basis von zwei Kationen pro Formeleinheit auf der B-Position wurde daraus die empirische Formel [(H2O)0,99Sr0,05Ca0,01]Σ=1,05(Nb1,80Ti0,20)Σ=2,00[O4,06(OH)1,94]Σ=6,00[(H2O)0,86K0,14]Σ=1,00 ermittelt, die zu Nb2(O,OH)6·pH2O (mit p ≤ 1,75) vereinfacht wurde. Die offizielle Schreibweise der IMA für die Formel des Hydropyrochlors lautet (H2O,◻)2Nb2(O,OH)6(H2O).
Dem Hydropyrochlor chemisch ähnlich sind Hydrokenopyrochlor, □2Nb2O4(OH)2(H2O); die „Zero-valent-dominanten Vertreter der Pyrochlorgruppe“ mit der allgemeinen Formel A2Nb2(O,OH)6Z; sowie „UM1967-06-O:HNb“, Nb2O5·5H2O – ein fragliches Alterationsprodukt von Fergusonit in Quarz-Fluorit-Pegmatiten in der Hungersteppe (Betpak-Dala), Karazhal, Provinz Qaraghandy, Kasachstan.
Innerhalb der Pyrochlor-Obergruppe sind theoretisch durch die vier verschiedenen zu besetzenden Positionen eine Vielzahl von Substitutionsmöglichkeiten vorhanden. Hydropyrochlor ist das H2O-dominante Analogon zum Vakanzen-dominierten Hydrokenopyrochlor und zum als Mineral noch nicht beschriebenen, aber ebenfalls aus der „Lueshe Mine“ bekannten „Fluorhydropyrochlor“. Untergruppen-übergreifend ist Hydropyrochlor das Nb-dominante Analogon zum Ta-dominierten, als Mineral ebenfalls noch nicht beschrieben „Hydromikrolith“.

## Kristallstruktur
Hydropyrochlor kristallisiert im kubischen Kristallsystem in der Raumgruppe Fd3m (Raumgruppen-Nr. 227) mit dem Gitterparameter a =10,570 – 10,584 Å sowie acht Formeleinheiten pro Elementarzelle. R. Scott Ercit und Kollegen ermittelten an einem anderen Kristall aus der „Lueshe Mine“ einen Gitterparameter a = 10,604 Å, der auch von Hugo Strunz und Ernest Nickel angegeben wird.
Die Kristallstruktur des Hydropyrochlors besteht aus einem Gerüst von BO6-Oktaedern mit gemeinsamen Ecken. Die Kationen auf der A-Position sind extrem defizitär (Vakanzen, □), so dass der dominierende Bestandteil auf der A-Position Wassermoleküle H2O sind. Auf der X-Position, die bei den Vertretern der Pyrochlor-Obergruppe normalerweise nur Sauerstoff-Atome enthält, finden sich auch (OH)-Gruppen, und die Y-Position enthält ebenfalls hauptsächlich H2O.
Hydropyrochlor ist isotyp (isostrukturell) zu allen anderen in der Raumgruppe Fd3m (Raumgruppen-Nr. 227) kristallisierenden Vertretern der Pyrochlor-Obergruppe.

## Eigenschaften

### Morphologie
Hydropyrochlor tritt an seiner Typlokalität zumeist in Form von idiomorphen, gelegentlich korrodierten Kristallen von maximal 1 cm Größe auf, die das Oktaeder als tragende Form zeigen. Hydropyrochlor stellt ausnahmslos Pseudomorphosen nach einem primären Vorläufermineral aus der Pyrochlor-Obergruppe dar, dessen Formel von Frances Wall und Kollegen mit (Ca,Na)2Nb2O6(OH,F) angegeben wird, also einem Hydroxycalciopyrochlor entspricht.

### Physikalische und chemische Eigenschaften
Die Kristalle des Hydropyrochlors sind an der Typlokalität grünlich, grünlichweiß oder grünlichgrau. Zu ihrer Strichfarbe existieren keine Angaben – sie dürfte grauweiß bis ganz hellgrün sein. Die Oberflächen des durchsichtigen Hydroyrochlors zeigen einen glas- bis harzartigen Glanz, was gut mit dem hohen Wert für die Lichtbrechung (n = 1,950 bis 1,985) übereinstimmt. Hydropyrochlor ist optisch isotrop.
Angaben zu Spaltbarkeit und Teilbarkeit fehlen. Aufgrund seiner Sprödigkeit bricht Hydropyrochlor ähnlich wie Amblygonit, wobei die Bruchflächen uneben ausgebildet sind. Mit einer Mohshärte von 4 bis 4,5 gehört das Mineral zu den mittelharten Mineralen, entspricht dem Referenzmineral Fluorit (Härte 4) bzw. liegt zwischen diesem und Apatit (Härte 5) und lässt sich deshalb mit einem Taschenmesser mehr oder weniger leicht ritzen. Seine Vickershärte VHS wurde mit 315–366 kg/mm² (Mittelwert 351 kg/mm²) bestimmt. Die gemessene Dichte für Hydropyrochlor beträgt 3,40 bis 3,48 g/cm³, die berechnete Dichte 3,48 bis 3,42 g/cm³.
Angaben zur Fluoreszenz im UV-Licht bzw. zur Kathodolumineszenz unter dem Elektronenstrahl für das Mineral fehlen ebensi wie Hinweise auf das chemische Verhalten.

## Bildung und Fundorte
Die Typlokalität für Hydropyrochlor ist die 150 km nördlich von Goma liegende „Lueshe Mine“ im gleichnamigen Cancrinit-Syenit/Karbonatit-Komplex, Provinz Nord-Kivu, Demokratische Republik Kongo (ehemals Zaire). Der Karbonatit befindet sich in den Rwindibergen, ca. 70 km nördlich des Kiwusees und 40 km südwestlich des Eduardsees. Bei dieser alluvialen Lagerstätte (Residualböden) handelt es sich um lateritisch verwittertes Nioberz, welches einem in einen Cancrinit-Syenit intrudierten Calcit-Karbonatit entstammt.
Hydropyrochlor bildete sich bei der unter tropischen Bedingungen erfolgten Verwitterung des Karbonatits. Er entstand dabei durch Einwirkung kaliumreicher Lösungen auf ein ebenfalls zur Pyrochlor-Obergruppe gehörendes Mineral (Hydroxycalciopyrochlor?), wodurch es zu einer Abfuhr von Calcium, Natrium und Fluor und Anreicherung von Kalium, Strontium, Barium und Wasser kam.
Zu den Begleitmineralen des Hydropyrochlors zählen Na–Ca-reiche Vertreter der Pyrochlorgruppe, Lueshit, Columbit-(Fe), Fersmit, Ilmenit, Rutil, Pseudorutil, Baryt, bariumhaltiger Goyazit, Goethit, Jarosit und Tonminerale.
Als sehr seltene Mineralbildung konnte der Hydropyrochlor bisher (Stand 2018) nur von seiner Typlokalität beschrieben werden. Fundstellen für Hydropyrochlor in Deutschland, Österreich und der Schweiz sind damit unbekannt.

## Verwendung
Hydropyrochlor wäre aufgrund seiner Nb2O5-Gehalte von ca. 75 Gew.-% ein reiches Niob-Erz. Aufgrund seiner Seltenheit ist das Mineral allerdings ohne jede praktische Bedeutung und nur für Mineralsammler interessant.